# Africophilus sinuaticauda
Africophilus sinuaticauda is een keversoort uit de familie waterroofkevers (Dytiscidae). De wetenschappelijke naam van de soort is voor het eerst geldig gepubliceerd in 1994 door Franciscolo.